# Mira, Veneto
Mira är en ort och kommun i storstadsregionen Venedig, innan 2015 provinsen Venedig, i regionen Veneto i Italien. Kommunen hade 38 421 invånare (2018).